# V. A. Murthy
V. A. Murthy, né le 10 avril 1936, est un taxonomiste, arachnologue et professeur émérite du Loyola College.

## Publications
- Murthy V.A. & Ananthakrishnan T.N., 1977. Indian Chelonethi. Oriental Insects Monographs, no 4, pp. 1-210.